# Inundaciones de España y Francia de 1983
Las inundaciones de España y Francia de 1983 fueron una catástrofe natural ocurrida entre el 25 y el 27 de agosto de 1983 en el norte de España, concretamente en las provincias de Álava, Asturias, Burgos, Cantabria, Guipúzcoa, Navarra y Vizcaya, siendo esta última la más afectada; así como en el departamento de Pirineos Atlánticos, en el sur de Francia.
Las inundaciones coincidieron con la celebración de la Semana Grande, fiestas principales de Bilbao. En España, la riada provocó importantes daños materiales, la muerte de 43 personas y la desaparición de otras cinco, lo que motivó la adopción de medidas preventivas y la reurbanización de la ría de Bilbao como ciudad más afectada. En Francia, cinco personas perdieron la vida.

## Contexto
Antes de la riada de 1983, Vizcaya había sufrido al menos 42 inundaciones desde 1403, aunque ninguna de las recientes había provocado víctimas mortales.
El 16 de agosto de 1983, en pleno verano, se observó por primera vez la formación de una gota fría en el océano Atlántico al oeste de Galicia, con desplazamiento hacia el este. Sobre el 20 de agosto la gota fría se había desplazado hacia el norte, situándose frente a las costas de Bretaña. La presencia de esta gota fría contrastó con la existencia de aire cálido de origen meridional, pues se alcanzaron máximas superiores a los 30 °C en localidades como Vera de Bidasoa en los días previos al episodio de precipitaciones torrenciales. Para el día 24 de agosto, la gota fría ya se encontraba situada sobre los Pirineos y la parte española del golfo de Vizcaya, iniciándose las fuertes lluvias.

## Inundaciones
| Provincia           | Fallecidos |
| ------------------- | ---------- |
| Álava               | 6          |
| Burgos              | 1          |
| Cantabria           | 4          |
| Pirineos Atlánticos | 5          |
| Vizcaya             | 32         |
| Total               | 48         |

### Álava
Llodio, atravesada por el Nervión, se vio completamente inundada por dicho río el 26 de agosto y contabilizó seis fallecidos.

### Asturias
Las precipitaciones se produjeron el 25 de agosto y afectaron fundamentalmente a la parte oriental del Principado, destacando los daños sufridos por el desbordamiento de los ríos Bedón y Güeña en los concejos de Llanes y Cangas de Onís, donde 250 personas tuvieron que ser evacuadas.

### Burgos
En el norte de la provincia de Burgos, el río Cadagua se desbordó el 27 de agosto y provocó la muerte de un vecino en Villasuso de Mena y la destrucción del puente de Paradores de Mena.

### Cantabria
Las precipitaciones asolaron la localidad de Renedo de Piélagos, donde se desbordó el arroyo Carrimón en su confluencia con el río Pas. Fallecieron tres personas en esta localidad y otra más apareció ahogada en Soto de la Marina, situando el cómputo total de víctimas totales en Cantabria en cuatro.

### Guipúzcoa
Las lluvias anormalmente intensas caídas en Guipúzcoa el 25 de agosto provocaron el desbordamiento de los ríos Deva, Oria y Urola, causando inundaciones en sus localidades ribereñas.

### Navarra
En el norte de Navarra, las inundaciones ocurrieron como resultado de fuertes lluvias entre el 24 y 26 de agosto y afectaron fundamentalmente a dos grandes áreas: una primera formada por los valles del norte, que conforman las riberas del Urumea y Añarbe, del Leizarán y el Araxes por su situación a barlovento del macizo de Cinco Villas y la sierra de Aralar; el valle del Bidasoa (por su situación en la divisoria Cantábrico-Mediterráneo) y el valle de Baztán (al pie del macizo de Quinto Real). El segundo foco se situó en el Corredor del Araquil, con inundaciones en la Barranca y la Burunda, al norte de las sierras de Urbasa y Andía.

### Pirineos Atlánticos
El departamento francés de Pirineos Atlánticos vio cómo las precipitaciones del 26 de agosto desbordaron los cauces de las localidades de Ascain y Saint-Pée-sur-Nivelle, las más afectadas y declaradas siniestradas por el Gobierno francés. Fallecieron cinco personas.

### Vizcaya
Otras lluvias intensas caídas a primera hora del día 26 en la confluencia de los ríos Nervión e Ibaizábal provocaron inundaciones extremas en la ciudad de Bilbao. Las fuertes lluvias continuaron hasta las 9 de la mañana del día 27. Esto causó una destrucción significativa en el Casco Viejo de Bilbao, dañando seriamente algunos edificios históricos, con agua de tres metros de altura en algunos lugares. Más de 5000 residentes tuvieron que ser evacuados.

## Consecuencias
Los servicios de bomberos, la policía y el ejército llegaron para ayudar desde todo el país. Tras la tragedia, el Gobierno vasco diseñó un plan de prevención de inundaciones e importantes gastos en medidas para prevenir y mitigar los riesgos, incluyendo la instalación de alertas tempranas y la provisión de sistemas de drenaje. El Gobierno autonómico también comenzó a reurbanizar las zonas ribereñas de Bilbao. El 5 de septiembre del mismo año, el Ministerio del Interior declaró zona catastrófica a los municipios afectados de las provincias anteriormente reseñadas.
Fueron las inundaciones más costosas de España hasta las de octubre de 2024.